# Torneo Mario Correa Letelier

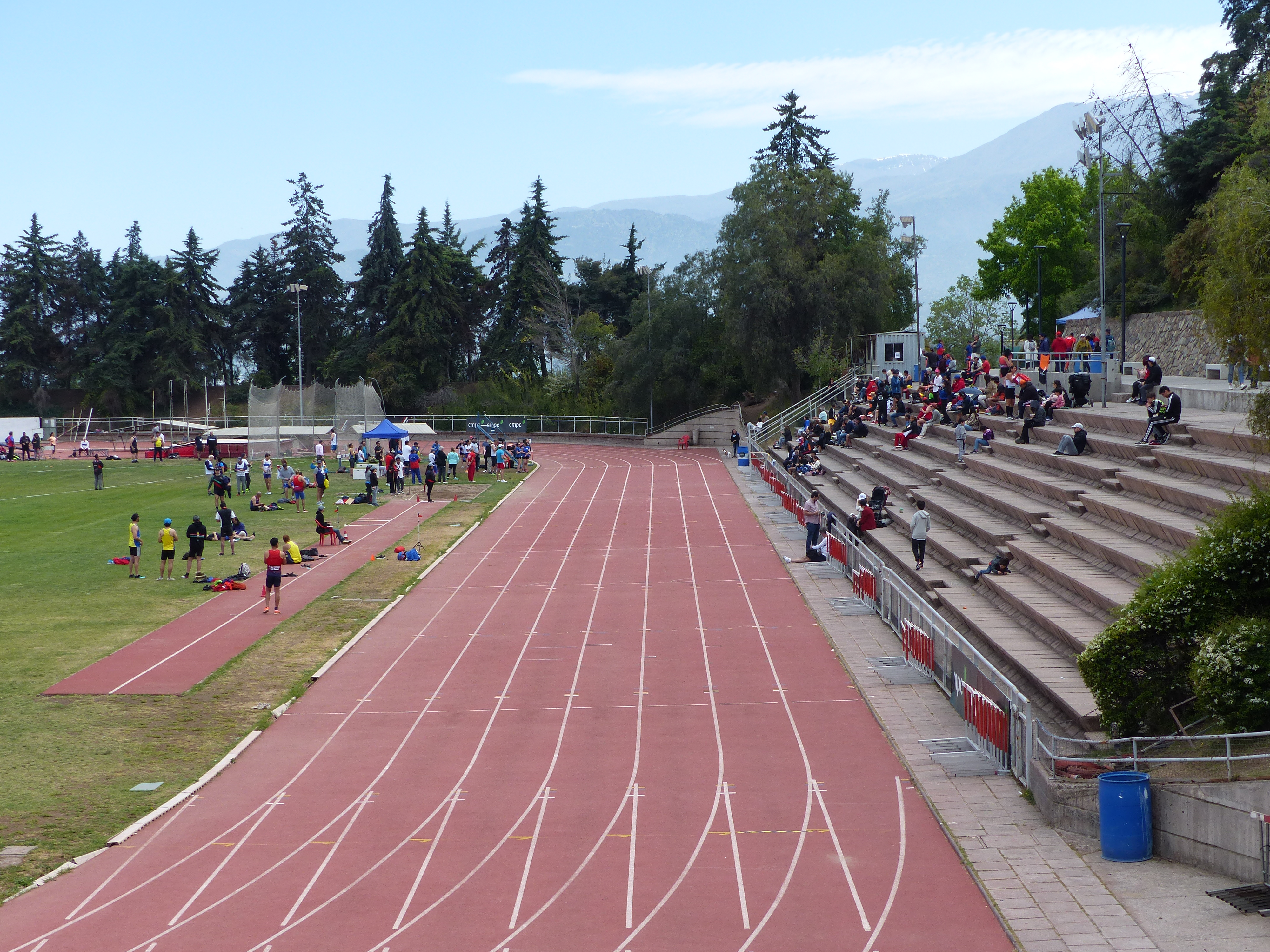
Complejo Eliana Gaete Lazo en San Carlos de Apoquindo.

El Torneo Mario Correa Letelier es una competencia de atletismo organizada actualmente por el Club Atlético Santiago. Se realiza desde 1984. Su nombre rinde homenaje a un destacado dirigente del club organizador. Se disputa una vez por temporada y es uno de los torneos reconocidos por la Federación Atlética de Chile, la cual contempla el certamen en su programación.
No debe confundirse este tradicional torneo interclubes con el interescolar, que en su versión masculina rinde homenaje a Mario Correa Letelier y en la femenina a Ilse Barends.

## Hitos
En el torneo han participado atletas destacados a nivel nacional e internacional, como Isidora Jiménez, que logró clasificar al Campeonato Mundial Junior de Atletismo de 2012 compitiendo en el Mario Correa Letelier de ese año. En la edición de 2017, Álvaro Cortez de Atlético Nacional Iquique batió el récord del torneo, sub-23 y adulto chileno en salto triple con 16.74.

## Historial
A continuación se reseñan las ediciones desde 1986. Los años 2016, 2018, 2019, 2020 y 2021 no se llevó a cabo.
| Año           | Campeón                | Sede                                                                            |
| ------------- | ---------------------- | ------------------------------------------------------------------------------- |
| 1986 Detalles | Sin información        | Estadio Nacional (rekortán)                                                     |
| 1987 Detalles | Universidad de Chile   | Estadio Nacional (rekortán)                                                     |
| 1988 Detalles | Universidad de Chile   | Estadio Nacional (rekortán)                                                     |
| 1989 Detalles | Universidad Católica   | Estadio Nacional (rekortán)                                                     |
| 1990 Detalles | Universidad Católica   | Estadio Nacional (rekortán)                                                     |
| 1991 Detalles | Universidad Católica   | Estadio Nacional (coliseo)                                                      |
| 1992 Detalles | Colo-Colo              | Estadio Nacional (rekortán)                                                     |
| 1994 Detalles | Sin información        | Estadio Nacional (rekortán)                                                     |
| 1995 Detalles | Universidad Católica   | Estadio Nacional (rekortán)                                                     |
| 1996 Detalles | Universidad Católica   | Estadio Nacional (rekortán)                                                     |
| 1997 Detalles | Sin información        | Estadio Nacional (rekortán)                                                     |
| 2008 Detalles | Universidad Católica   | Estadio Nacional (coliseo) y Complejo Eliana Gaete Lazo                         |
| 2009 Detalles | Universidad de Chile   | Estadio Manquehue                                                               |
| 2010 Detalles | Información incompleta | Estadio Manquehue                                                               |
| 2011 Detalles | Información incompleta | Mario Recordón                                                                  |
| 2012 Detalles | Universidad Católica   | Mario Recordón                                                                  |
| 2013 Detalles | Universidad Católica   | Estadio Nacional (coliseo)                                                      |
| 2014 Detalles | Universidad Católica   | Estadio Nacional (coliseo)                                                      |
| 2015 Detalles | Atlético Santiago      | Mario Recordón                                                                  |
| 2016 Detalles | Suspendido             |                                                                                 |
| 2017 Detalles | Universidad Católica   | Mario Recordón                                                                  |
| 2018 Detalles | Suspendido             |                                                                                 |
| 2019 Detalles | Suspendido             |                                                                                 |
| 2022 Detalles | Atlético Santiago      | Complejo Eliana Gaete Lazo                                                      |
| 2023 Detalles | Atlético Santiago      | Estadio Manquehue                                                               |
| 2024 Detalles | Sin información        | Colegio San Ignacio y Complejo Eliana Gaete Lazo (prueba de salto con garrocha) |
| 2025 Detalles | Universidad Católica   | Mario Recordón                                                                  |